# Анна Вайдель
Анна Вайдель (25 травня 1996 , Куфштайн, Тіроль ) — німецька біатлоністка.

## Кар'єра
На міжнародному рівні дебютувала 2015 року, взявши участь у чемпіонаті світу серед юніорів у Мінську. Посіла там 3-тє місце в естафеті.
У Кубку світу дебютувала 6 грудня 2018 року в Поклюці, посівши 66-те місце в індивідуальній гонці. Свої перші кубкові очки набрала там само 8 грудня 2018 року, посівши 10 місце в спринті.

## Результати
Усі результати наведено за даними Міжнародного союзу біатлоністів.

#### Кубки світу
| Сезон     | Інд. гонка | Інд. гонка | Спринт | Спринт | Гонка пер. | Гонка пер. | Мас-старт | Мас-старт | Заг. залік | Заг. залік |
| Сезон     | Очки       | Місце      | Очки   | Місце  | Очки       | Місце      | Очки      | Місце     | Очки       | Місце      |
| --------- | ---------- | ---------- | ------ | ------ | ---------- | ---------- | --------- | --------- | ---------- | ---------- |
| 2018-2019 | -          |            | 31     | 60     | 38         | 49         |           |           | 69         | 63         |
| 2020-2021 | -          |            | 10     | 78     | 25         | 55         |           |           | 35         | 70         |